# Le Smoking
«Le Smoking» (з фр. «смокінг») — жіночий брючний костюм, створений французьким модельєром Івом Сен-Лораном у 1966 році. Його поява вважається однією з найбільш революційних подій в історії моди XX століття, оскільки «Le Smoking» заперечував усталені уявлення про жіночий одяг та став символом нового погляду на жіночність і стиль.

## Історія створення

### Ранні ідеї
Ів Сен-Лоран із дитинства захоплювався дизайном одягу. Приблизно в 13 років він надихнувся виставою «Школа дружин» (Molière) і створив власний «Illustre Petit Théâtre» — мініатюрну саморобну сцену з паперовими ляльками. Там він вигадав «будинок моди» під назвою «Yves Mathieu Saint Laurent Haute Couture Place Vendôme», для якого власноруч малював і вирізав із різних тканин колекції одягу. До 1955 року в «гардеробі» його паперових ляльок налічувалося 443 мініатюрні вбрання. Серед них були й прообрази того, що згодом назвали «Le Smoking».

### Запуск власного бренду
У 1950-х Сен-Лоран переїхав до Парижа і став працювати під керівництвом Крістіана Діора, де вивчив тонкощі високої моди та невдовзі обійняв посаду головного дизайнера в Будинку Dior після смерті його засновника. У 1961 році Сен-Лоран заснував власний бренд Yves Saint Laurent, а вже за п'ять років (1966) представив жіночий смокінг «Le Smoking» у рамках колекції «Pop Art».
Назва «Le Smoking» походить від французького слова, що означає «смокінг» і є посиланням на праобраз сучасного вечірнього костюма — шовковий піджак із лацканами, який у XIX столітті чоловіки надягали для куріння (щоб захистити решту одягу від попелу).

## Натхнення та концепція
Сен-Лоран підкреслював, що смокінг на жінці підсилює її жіночність і привабливість, адже строгий чоловічий силует створює контраст, завдяки якому виразніше проявляється індивідуальність жінки. За словами дизайнера, його надихала низка образів:
- Модель Даніель Люке де Сен Жермен, яку вважають однією з його муз;
- Французька художниця Нікі де Сен-Фалль, що нерідко носила елементи військової форми, поєднуючи їх із жіночими сукнями та підборами;
- Марлен Дітріх у чоловічому вбранні: її фотографії справили на Сен-Лорана сильне враження.

Сам модельєр коментував: «Жінка, одягнена як чоловік, повинна бути надзвичайно жіночною, щоб протистояти костюму, який їй не належить».

## Сприйняття та суспільна реакція

### Ранні труднощі
На момент презентації «Le Smoking» у 1966 році носити брюки як вечірнє вбрання для жінок вважалося доволі сміливим — у Франції навіть існував закон, що забороняв жінкам з'являтися в публічних місцях у штанях (формально скасований лише у 2013 році). Через кілька тижнів після виходу смокінга в продаж модель Даніель Люке де Сен Жермен не пропустили до відомого казино у Нормандії через її «неприпустиме» вбрання. Франсуазу Арді освистали в Паризькій опері, коли вона з'явилася там у смокінгу Сен-Лорана.

### Поширення популярності
Попри критику, «Le Smoking» швидко здобув прихильність серед молодих поціновувачів моди. У вересні 1966 року Сен-Лоран відкрив бутик «Rive Gauche» на лівому березі Парижа та презентував більш доступну версію «Le Smoking», що стала хітом серед прогресивної молоді. Серед жінок, які підтримували цю модну новацію, були Бетті Катру, Лулу де ла Фалез, Лорен Бекол та інші знаменитості. До 1970-х років жіночий смокінг став звичним елементом гардероба для багатьох.
Одним із відомих прикладів зміни суспільної думки стала історія із світською левицею Нан Кемпер у 1968 році: коли її не пустили до ресторану «La Côte Basque» у Нью-Йорку через штани, вона зняла їх і залишилася в одному піджаку, перетворивши його на мінісукню.

## Культурний вплив
«Le Smoking» став своєрідним символом рівності статей у моді та прикладом того, як жіноче вбрання може кидати виклик традиційним уявленням про зовнішній вигляд і роль жінки в суспільстві. Дружина Міка Джаггера — Б'янка Джаггер, яка була подругою і музою Іва Сен-Лорана, згадувала, що смокінг дав жінкам можливість носити практичний, але водночас елегантний одяг. Сама Джаггер одягла білий смокінговий піджак YSL і спідницю замість традиційної весільної сукні на своє весілля.
У 1975 році французький фотограф Гельмут Ньютон закріпив популярність «Le Smoking» своєю серією знімків для французького Vogue. Зображення жінки в смокінгу з сигаретою в руці стали однією з найвідоміших іконічних фотографій у моді, підкресливши провокативність і силу цього вбрання.

## Значення
З часу свого створення «Le Smoking» залишається символом елегантності та розкутості. Він урівноважив жіночність і маскулінність, доводячи, що жінка може виглядати водночас витончено й упевнено в одязі, який історично вважався «суто чоловічим». Костюм неодноразово видозмінювався в наступних колекціях Сен-Лорана та надихав інших дизайнерів. Сьогодні «Le Smoking» вважають одним із найвпливовіших жіночих образів XX століття, що остаточно закріпив за брюками статус прийнятного й навіть урочистого одягу для жінок.